# Pasquale Petrone
Pasquale Petrone (San Nicola Baronia, 5 de junho de 1924 - São Paulo, 22 de dezembro de 2011) foi um geógrafo ítalo-brasileiro, autor e professor titular emérito do departamento de geografia da Universidade de São Paulo especializado nos campos da "geografia da colonização", geografia política e geografia agrária."

## Carreira
Em 1947, Petrone licenciou-se em geografia e história pela Faculdade de Filosofia, Ciências e Letras da Universidade de São Paulo. Em 1961, doutorou-se em geografia na mesma faculdade com a tese "A Baixada do Ribeira de Iguapé: estudo de geografia humana". Em 1965 tornou-se livre-docente com o trabalho "Os Aldeamentos Paulistas e sua Função na Valorização do Planalto Paulistano". "Desde 1974 é Professor Titular junto ao Departamento de Geografia da USP."
"Entre as funções desempenhadas no passado destacam-se as de Presidente da Associação dos Geógrafos Brasileiros, Diretor do Setor de Pesquisas e Vice-Diretor do Instituto de Geografia da USP e Chefe do Departamento de Geografia da mesma universidade."

## Publicações
- (1995): Aldeamentos paulistas, São Paulo: Edusp. ISBN 9788531401213
- (1979): "Geografia Humana". In: Shozo Motoyama, Mario Ferri, (org.). História das ciências no Brasil. São Paulo: EPU/EDUSP, 1979. p.303-330.
- (1975): O aparecimento da megalópolis, São Paulo: Nacional.
- (1965): "África : quadro político atual", In: Orientação São Paulo, n. 1, p. 38-46, outubro 1965.
- (1964): Aldeamentos paulistas e sua função na valorização da região paulistana: estudo de geografia historica, São Paulo: Ffcl/USP.
- (1949): "Anotações para um estudo da cidade de Santos", Filosofia, Ciências e Letras São Paulo, n. 12, p. 99-109, 1949.

## Literatura
- Entrevista com o professor Pasquale Petrone. In: Geosul, v. 8, n. 15, p. 103-137, 1993.